# Karl Jarres
Karl Jarres (Remscheid, 21 de septiembre de 1874 - Duisburg, 20 de octubre de 1951) fue un abogado y político alemán. Perteneció al Partido Popular Alemán.

## Biografía
Abogado de profesión, entre 1911 y 1914 se desempeñó como Alcalde de Remscheid. En 1914 asumió como Alcalde de Duisburgo, cargo que ostentaría hasta 1933. Entre 1914 y 1918 fue miembro de la Cámara de los Señores de Prusia.
Además, fue simultáneamente Ministro del Interior y Vicecanciller de Alemania entre 1923 y 1924, en el segundo gabinete de Gustav Stresemann y en el primer y segundo gabinete de Wilhelm Marx.
En las elecciones presidenciales de 1925, Jarres fue el candidato del Partido Popular Alemán,  siendo además apoyado por el Partido Nacional del Pueblo Alemán. Recibió la mayoría de votos en la primera ronda. Sin embargo, decidió bajar su candidatura para la segunda ronda en favor de Paul von Hindenburg, que fue elegido presidente.
Después de la llegada al poder de Adolf Hitler, Jarres se retiró de la política y trabajó en sus negocios particulares.